# Гіоргі Попхадзе
Гіоргі Попхадзе (груз. გიორგი ფოფხაძე, нар. 26 вересня 1987, Тбілісі) — грузинський футболіст, захисник клубу «Ягеллонія» та національної збірної Грузії.

## Клубна кар'єра
У дорослому футболі дебютував 2004 року виступами за ФК Тбілісі (https://en.wikipedia.org/wiki/FC_Tbilisi [Архівовано 7 грудня 2016 у Wayback Machine.]), в якому провів два сезони, взявши участь у 26 матчах чемпіонату. 2006 року на правах оренди перебував в грецькому «Олімпіакосі», проте за основну команду так і не провів жодного матчу
Своєю грою  привернув увагу представників тренерського штабу данського «Віборга», до складу якого приєднався влітку 2006 року. Відіграв за команду з Віборга наступні чотири з половиною сезони своєї ігрової кар'єри. Причому за підсумками сезону 2007/08 клуб покинув елітний дивізіон, але Попхадзе продовжив виступи за клуб.
На початку 2011 року повернувся на батьківщину, підписавши контракт з «Зестафоні», якому того ж року допоміг стати чемпіоном Грузії, після чого по сезону провів у австрійському «Штурмі» (Грац) та азербайджанському «Баку».
В серпні 2013 року підписав контракт за схемою 1+1 з польською «Ягеллонією». Протягом року Попхадзе 5 разів потрапив в символічну збірну туру і за підсумками опитування уболівальників був навіть названий відкриттям сезону. Проте у команди розпочались фінансові труднощі, через що футболіст на правах вільного агента влітку 2014 року покинув клуб з Білостока.
20 вересня 2014 року підписав однорічний контракт з клубом «Сіоні». Відтоді встиг відіграти за команду з Болнісі 1 матч в національному чемпіонаті.

## Виступи за збірні
Протягом 2003–2006 років залучався до складу молодіжної збірної Грузії. На молодіжному рівні зіграв у 15 офіційних матчах.
2006 року дебютував в офіційних матчах у складі національної збірної Грузії. Наразі провів у формі головної команди країни 11 матчів.